# Rachmat Sofiadi
Rakhmat Sukra Sofiadi (bg. Рахмат Сукра Софиади; ur. 15 listopada 1965w sofii) – bułgarski zapaśnik walczący w stylu wolnym. Brązowy medalista olimpijski z Seulu 1988 i jedenasty w Barcelonie 1992. Startował w kategorii 74–82 kg.
Trzykrotny uczestnik mistrzostw świata, złoty medalista w 1990. Trzeci na mistrzostwach Europy w 1988 roku.
- Turniej w Seulu 1988 – 74 kg

Pokonał Jeana Mangę z Kamerunu, Mondaya Eguabora z Nigerii, Yoshihiko Harę z Japonii i Claudiu Tămăduianu z Rumunii i przegrał z Adłanem Warajewem z ZSRR. W pojedynku o trzecie miejsce wygrał z Lodojnem Enchbajarem z Mongolii.
- Turniej w Barcelonie 1992 – 82 kg

Zwyciężył Enekpedekumoha Okporu z Nigerii a przegrał z Hansem Gstöttnerem z RFN i Jozefem Lohyną z Czechosłowacji.